# Єжи Август Мнішек
Єжи Август Вандалін Мнішек гербу власного (пол. Jerzy August Wandalin Mniszech; 1715 — 15 жовтня 1778, Дукля) — польський шляхтич, державний, політичний і військовий діяч Речі Посполитої. Один з перших організаторів вільномулярства в Польщі.

## Життєпис
Народився 1715 року. Батько — Юзеф Вандалін Мнішек, польський державний, політичний і військовий діяч Речі Посполитої, магнат, другий тесть коронного гетьмана Юзефа Потоцького. Мати — друга дружина батька Констанція Тарло. Навчався, як і брат Ян Кароль, удома під керівництвом Деметріуша Францішека Колі.
1729 року батько відступив йому Сяніцьке староство. 3 серпня 1735 року став кавалером Ордену Білого Орла. Восени 1736 для закінчення навчання виїхав у товаристві полковника Турно через Дрезден до Праги, Відня, Венеції, Риму. Після повернення разом з дружиною мешкали у Гданську.
Близько 1755 року (за іншими даним 1743) разом з бароном П'єром ле Фором, Єжи Вельгорським та Міхалом Огінським заснували в Дуклі одну з перших у Польщі масонську ложу за англійським ритуалом.
У липні 1759 разом з братом Яном Каролем поїхав на засідання Коронного трибуналу, де як маршалок коронний оскаржив невигідне для Мнішеків рішення коронного канцлера Яна Малаховського у справі щодо маєтностей Рокитне (було власністю коронного регента, завихостського каштеляна, дідича Мізоча, Будеража Юзефа Каєтана Карвицького-Дуніна; однак Є. А. Мнішек зарахував його до складу Білоцерківського староства) та Ольшаниця (Київське воєводство).
У ВКЛ співпрацював з князями Радзивіллами, а саме з великим литовським гетьманом Михайлом Казимиром Радзивіллом «Рибонькою».
Після обрання королем Станіслава Августа Понятовського відійшов від участі в політичному житті та осів у своїх маєтностях на Підкарпатті. Був синдиком провінції ордену піярів; нагороджений імператрицею Єлизаветою орденом святого Андрія.
На його замовлення у 1772—1773 роках львівський скульптор Іван Оброцький виконав різьбярські роботи для вівтаря парафіяльного костелу в Дуклі. Архітектор Якуб Фонтана працював над перебудовою палацу Мнішеків при вулиці Сенаторській (1754—1755), правдоподібно, також їх палац при вулиці Мьодовій.
Помер 15 жовтня 1778 року в м. Дукля після тривалої хвороби, де, правдоподібно, був похований (за іншими даними, був похований у дідичній Берестовиці, нині смт Велика Берестовиця Гродненської області Білорусі).

### Фундації
Перебудував старий замок у Дуклі на палац, схожий на будівлі Дрездена. Завершив розпочате батьком будівництво костелу бернардинців у Дуклі, який освятили у червні 1764. Його коштом перебудували парафіяльний костел Марії Магдалини в Дуклі, при цьому вдало використавши елементи саського та французького рококо (архітекторів і декораторів, правдоподібно, привезли із Саксонії). Збільшив та прикрасив різьбленими фігурами палацовий сад в Дуклі, закладений батьком Юзефом Мнішеком; також у ньому збудував придворний театр (іноді тут грали ролі також донька Юзефіна та зять Станіслав Щ. Потоцький). Під час перебудови Мнішеки мешкали у Струсокленськах (пол. Strusoklęski, нині Samoklęski) та недовго в Угорщині. Утримував відбірну придворну капелу у Варшаві та Дуклі. Фінансував перебудову маєтку в дідичній Берестовиці поблизу Городні. Підтримував культ святого Яна Непомуцького, оплатив виготовлення і встановлення багатьох статуй святого у своїх маєтностях.

### Посади, звання
Краківський каштелян (з 25 червня 1773), ловчий великий коронний, надвірний маршалок коронний, підкоморій великий литовський (з 1 січня 1736), білоцерківський (з 1754 року, найбагатше староство Корони Польської), грудзьондзький, кричівський, любачівський (отримав після смерті тестя) і сяніцький староста.

## Сім'я

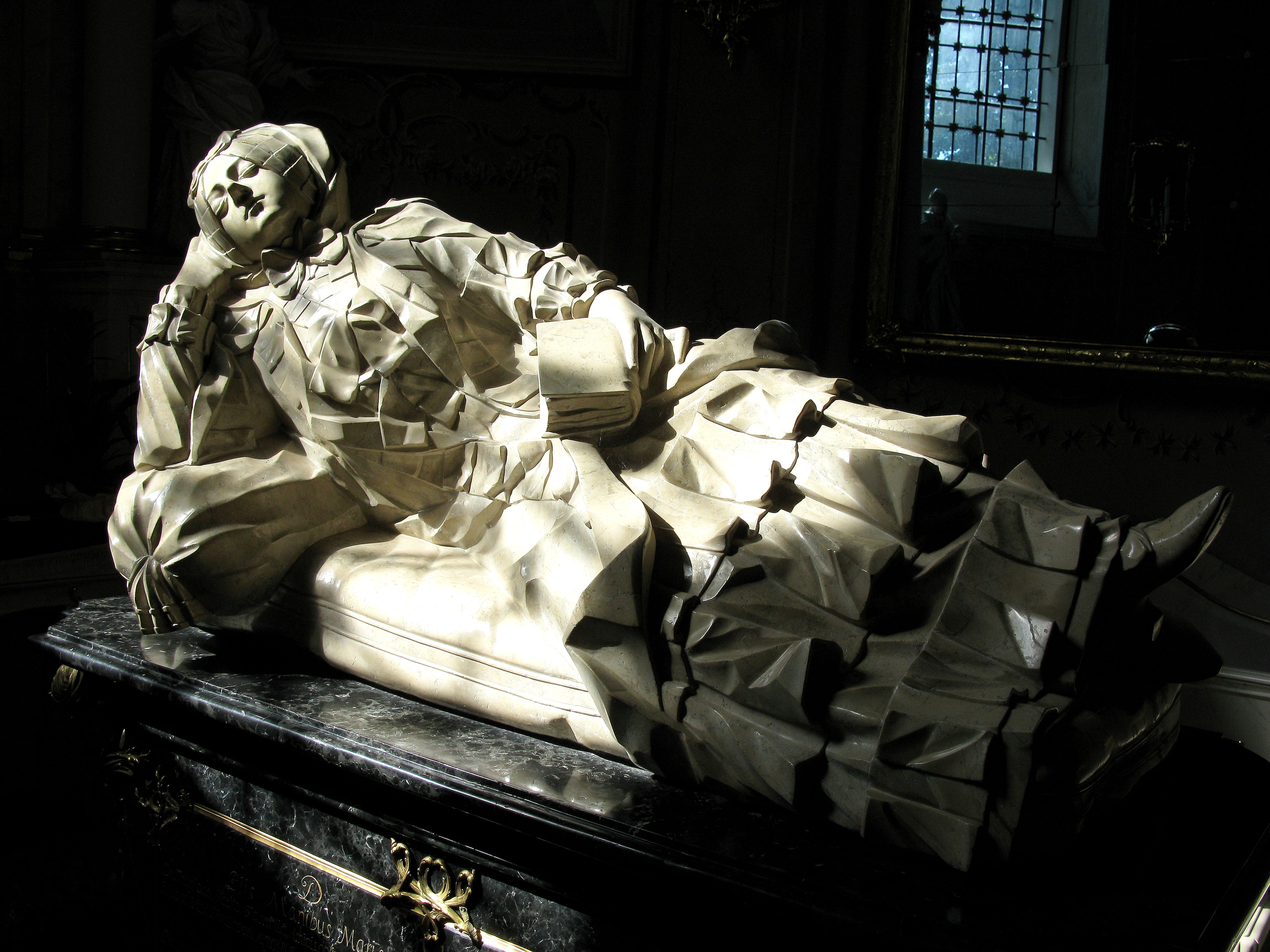
Надгробок М. А. Мнішек, Дукля

Був одружений двічі. Перша дружина — Бігільда Шембек (пол. Bihilda Szembek; ?—7.10.1747), єдина донька великого коронного канцлера Яна Шембека та його дружини Еви Лещинської. Шлюб, вигідний для Є. А. Мнішека, уклали 1736 року. Крім посагу дружини, після смерті тестя посів різні королівщини, Грудзьондзьке староство. У костелі реформатів у Варшаві його коштом встановили їй пам'ятник, багато елементів якого схожі на ті, що є в парафіяльному костелі в Дуклі.
Вдруге одружився 1750 року з Марією Амелією з графів Брюлів (пол. Maria Amelia Brühl, 1736—30.4.1772), донькою Генріха Брюля і Францішки Марії Анни Коловрат-Краківської, хоча батько спочатку хотів її видати за Казімежа Понятовського. Діти:
- Юзефа Амелія (1752—1798) — друга дружина Станіслав Щенсного Потоцького.[13]

Єжи Август Мнішек оплатив виготовлення і встановлення у фарному костелі м. Дукля надгробка Марії Амелії, який, правдоподібно, виготовив львівський скульптор Франциск Олендзький.